# Autopelz

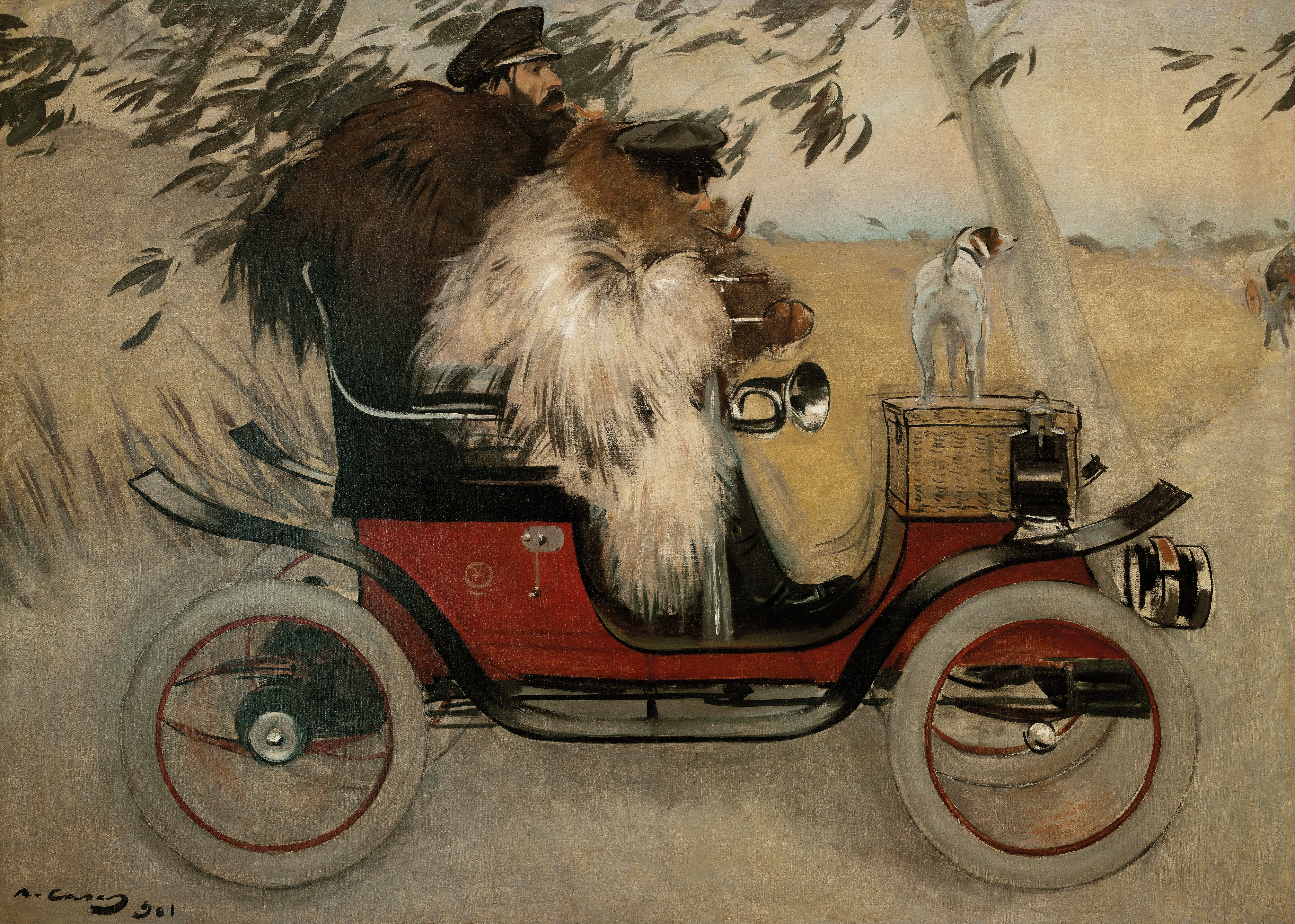
„Ramon Casas und Pere Romeu im Automobil“
(Ramon Casas i Carbó, 1866–1932)

Der Autopelz, zu seiner Zeit Automobilpelz, Automobilistenpelz oder allgemeiner Fahrpelz genannt, löste um 1900, der Zeit der Verbreitung der ersten Kraftfahrzeuge, die bisherigen Kutschen-, Schlitten- und Reisepelze ab. Beim Herrenpelz begründete er eine Mode, bei der Fell, außerhalb der Schaffell-Tracht, erstmals mit dem Haar nach außen getragen wurde.

## Geschichte

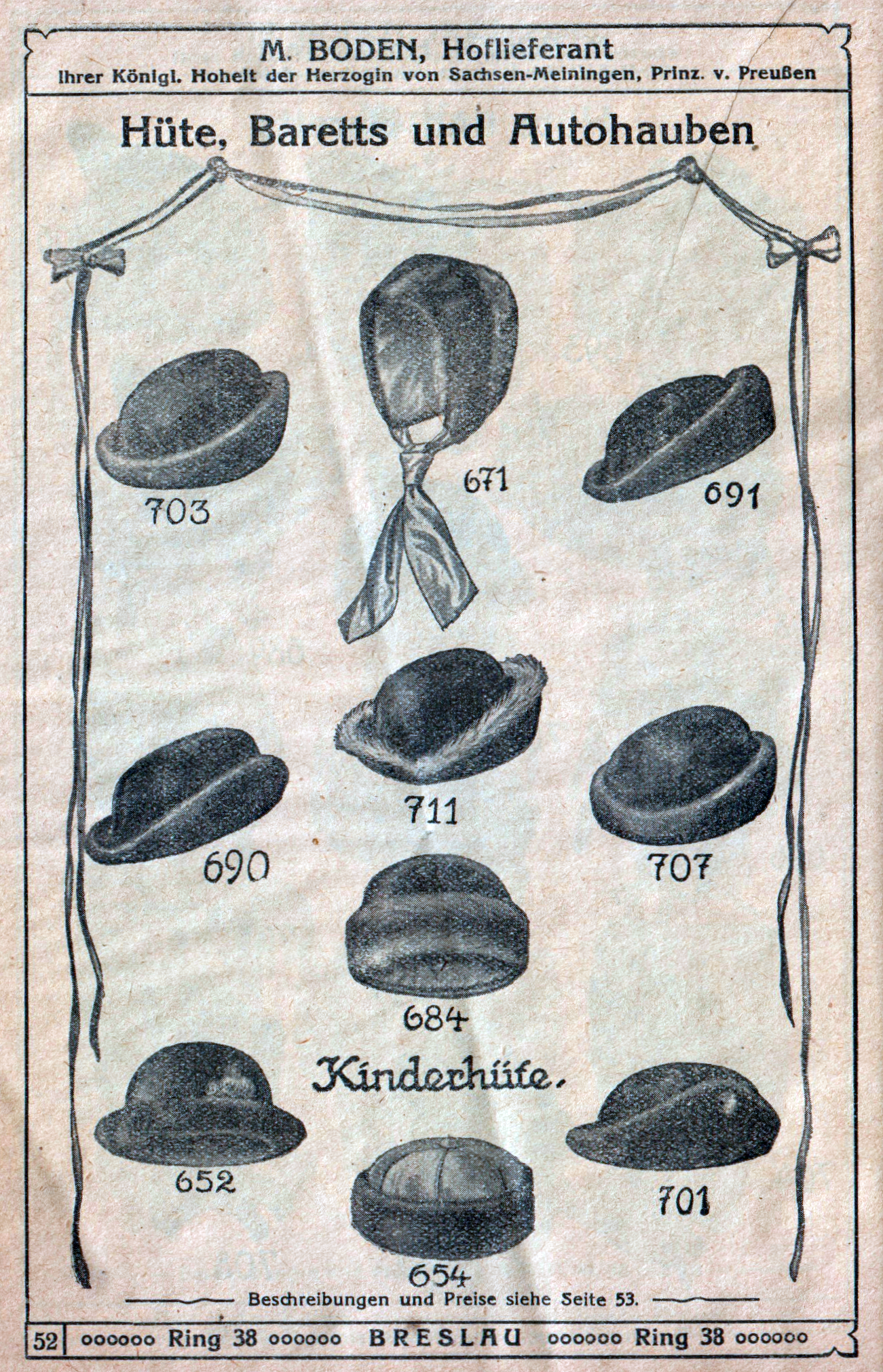
Hüte, Baretts, Autohauben und Kinderhüte (Breslau, 1917)

Das Reisen mit der Kutsche oder dem Schlitten bedingte bei entsprechender Kälte schon immer eine besonders wärmende Bekleidung. Das traf auch auf die Winterkleidung für die ersten Automobile zu, die im Grunde noch nichts anderes waren als motorisierte Kutschen. Ein besonders geeignetes Material sind langhaarige Pelzfelle, die ein kräftiges, wärmehaltendes Luftpolster bilden. Fell wurde zu diesem Zweck vornehmlich als Pelzfutter für Tuchmäntel, lange Tuchjacken und für mit Tuch abgefütterten Pelzdecken genutzt. Während bei den Kutschenpelzen noch zwischen den manchmal livreeartigen Kutscherpelzen der Fahrer und den Kutschenpelzen der Fahrgäste unterschieden wurde, fand beim Autopelz diese Differenzierung offenbar nicht mehr statt, zumindest nicht in den Angeboten der Pelzfabrikanten. Fahrer und Beifahrer trugen gleichartige Pelze. Das Verschwinden des schweren und groben Fuhrmannspelzes um die Mitte des 19. Jahrhunderts beeinflusste das Kürschnerhandwerk nur wenig, da bereits in den 1840er Jahren diese Lederpelze für den Straßenpersonenverkehr fertig bezogen wurden.
Auf der Weltausstellung in Wien 1873 sah man neben zahlreichen anderen Pelzen
- aus Wien von M. F. Neumann einen Overall eines Nordpolfahrers aus Waschbärfell, mit „einer Kaputze bis über die Schulter reichend, vorn im Gesicht mit einer Maske verbunden und sind in derselben Augengläser eingesetzt und eine Mundöffnung“. Die Firma hatte die österreichische Nordpolexpedition mit ähnlichen Anzügen und Schlafsäcken ausgestattet. Die Ähnlichkeit zwischen manchen Reisepelzen und den Pelzen der Polarforscher ist auffallend, deren Mächtigkeit wurde zumindest von einigen der damals bei Ausstellungen gezeigten Reisepelze erreicht, wenn nicht übertroffen.
- aus Russland von M. Peter Medwedeff, Sankt Petersburg, „Reisedamenmäntel mit chinesischen weißen Lammfellen gefüttert und nach russischer Art gearbeitet, nämlich das Futter über den Enden hervorstehend“. Ferner zwei „Reisedamenmäntel mit Tuttelbär“ gefüttert und besetzt.
- von M. Hoffmann aus Wien einen Damenreisemantel mit weißem Fuchs gefüttert und mit Blaufuchs besetzt.
- von M. J. Greger aus Wien einen Damenreisemantel aus Rips mit virginischen Füchsen gefüttert.
- von M. J. P. Hirsch, der Firma, die von allen Wienern Ausstellern „die grössten Anstrengungen gemacht hat, sich würdig zu repräsentiren“, einen mit Edelmarder gefütterten Reisemantel.
- aus Galizien, von Armatis, Krakau, kamen „Bauernpelze von der ordinärsten nackten Arbeit, bis zu den feinsten Reisepelzen stufenweise vertreten und darunter einen Reisepelz mit virginischen Iltissen gefüttert und besetzt, einen Reisepelz mit Vielfraß gefüttert […]“.
- von J. Weinhard aus Haid in Böhmen einen Reisepelz aus auf Mantellänge ausgelassenem Waschbärfell.
- von E. Rzywnatz aus Prag kam ein ebenso gearbeiteter Waschbär-Reisepelz, jedoch zusätzlich mit Lederstreifen galoniert und daher nur aus dreißig Fellen bestehend. Außerdem ein Damenreisemantel mit einem nach der gleichen Art gearbeiteten Weißfuchsfutter.[4]

Etwa seit 1887 verspürte ein Leipziger Kürschner, zu dessen Hauptgeschäft Reisepelze gehörten, einen durch die Vergrößerung des Eisenbahnnetzes verursachten Rückgang des Bedarfs für diesen Artikel. Der Rauchwarenhändler Jury Fränkel (1899–1971) erinnerte sich jedoch, dass noch um 1910 auf der Eisenbahnfahrt zur Pelzmesse in Irbit die Reisenden eine sogenannte Dochá dabei hatten, einen Fahrpelz, meist ein Fohlenmantel, der mit australischem Opossum gefüttert war.
Der Begriff „Autopelz“ umfasste, wie schon die Reisepelze, besonders warm mit Pelz ausgestattete Tuchmäntel, ganz speziell wurde er jedoch für die auffälligeren Mäntel aus Langhaarpelz benutzt. Die gerade entstehende Pelzgroßkonfektions-Branche bot Pelze extra für Autofahrer nicht nur in Europa, sondern besonders auch in den USA an, wo Henry Ford im Jahr 1903 sein erstes Kraftfahrzeug herstellte und ab 1908 sein berühmtes Modell T, die Tin Lizzy, massenhaft verkaufte. In Amerika hatte der Übermantel als „greatcoat“, Großmantel, einen anschaulichen Namen, die ihm in der Mode nachfolgenden Langhaarmäntel junger Leute wurden dort ebenso treffend als „shaggy fur coats“, Zottelpelze, bezeichnet.
Mit dem Reisepelz und seinem Nachfolger, dem Autopelz gelangte, vor allem beim Männermantel, das Haar erstmals in Gänze nach außen. Und zwar nicht in einer dezenten Form, sondern gleich üppig auftragend und auffallend aus langhaarigen Fellen, wie Schaf, Waschbär, Ziege, Wolf, Luchs, sogar Felle von Großbären und chinesischen Hunden, und dem kürzerhaarigen Murmelfell, nicht selten mit einem Kragen aus Seefuchsfell. Nicht nur Autodecken wurden aus bisher nicht oder wenig beachteten Pelzarten angeboten, wie Hirsch, Wombat, Wallaby, Skunk, Hamster und Vielfraß. Nicht alle angebotenen Fellsorten eigneten sich wirklich für das Autofahren, bei dem das Fell ganz besonders beansprucht wird. Das strapazierfähige Waschbärfell war zurecht sehr beliebt, das Fell mancher Ziegenarten ist zwar prächtig voluminös, wie auch beim Hirsch- und Rentierfell bricht das Haar jedoch leicht.
Die bevorzugten, besonders kräftigen Fellarten hatten in den kälteren Regionen Deutschlands und Europas einen Vorläufer, die sogenannte „Wildschur“. Die auffallenden, mächtigen Autopelze wärmten in den anfangs noch offenen und lange Zeit unbeheizten Fahrzeugen nicht nur, sie repräsentierten auch den stolzen Besitzer dieser neuen Errungenschaft.

Auf der Pariser Automobilausstellung 1901 im „Grand Palais“ ausgestellte Pelze der Pariser Firma „O. Ström et fils“, tailleur scandinaves
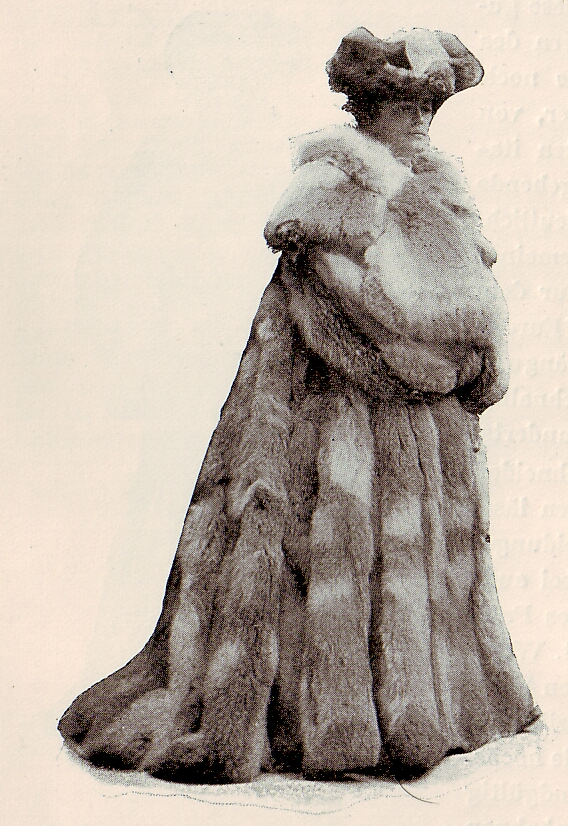
Rotfuchs mit Luchskragen
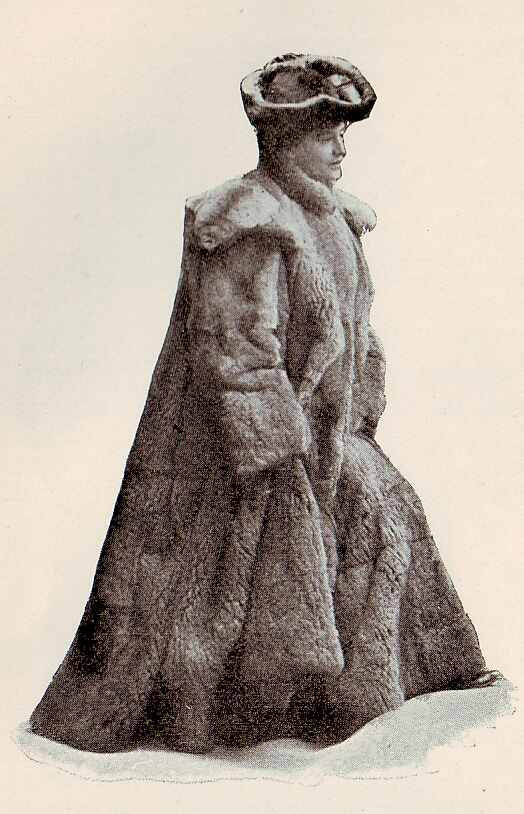
Australisch Opossum
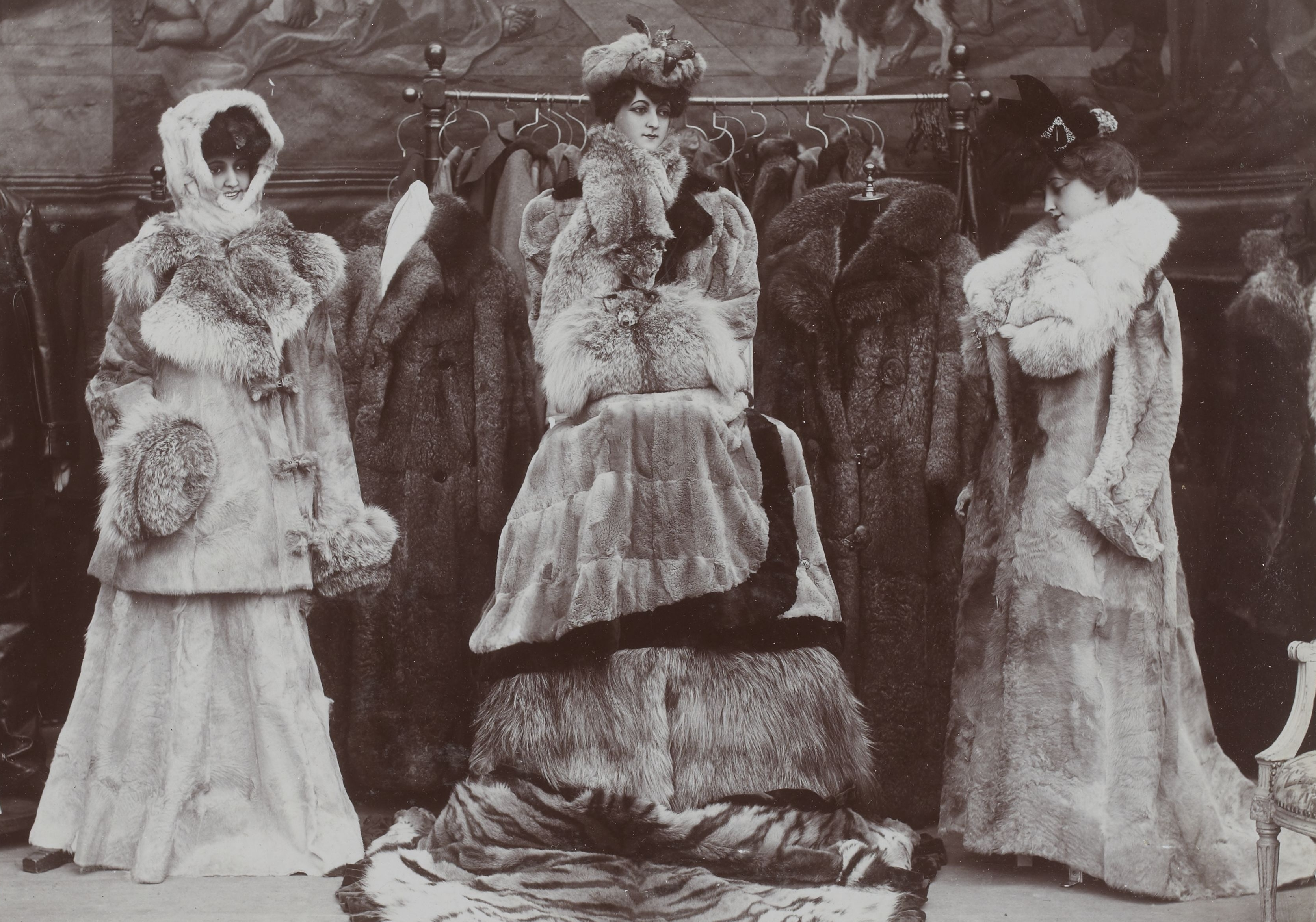
Links: Rock und Jacke Fohlenfell, Verbrämung aus Luchsfell, Kapuze Hermelinfell Mitte: Pelzdecken, Pelzjacke, Pelzkopfbedeckung, Luchskollier, Luchsmuff Rechts: Fohlenmantel mit Luchskragen Im Hintergrund: Australisch Opossummäntel
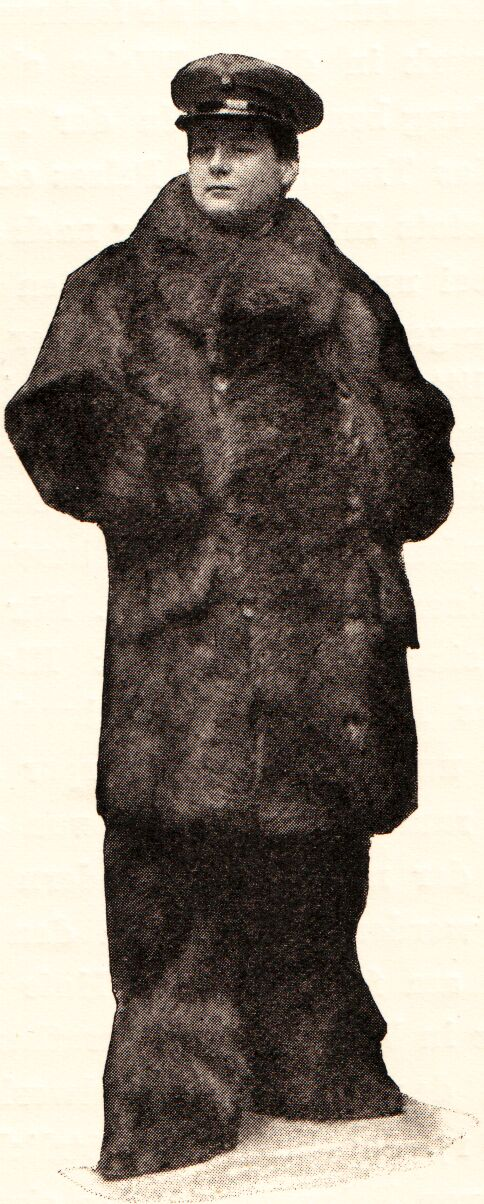
Fohlen
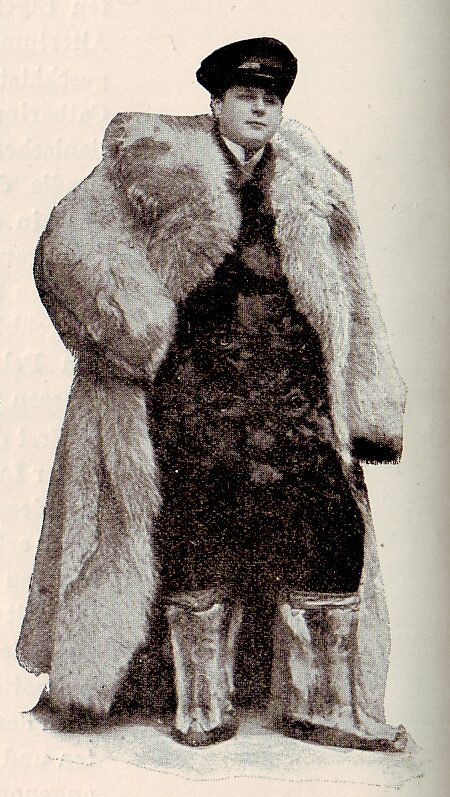
Wolf
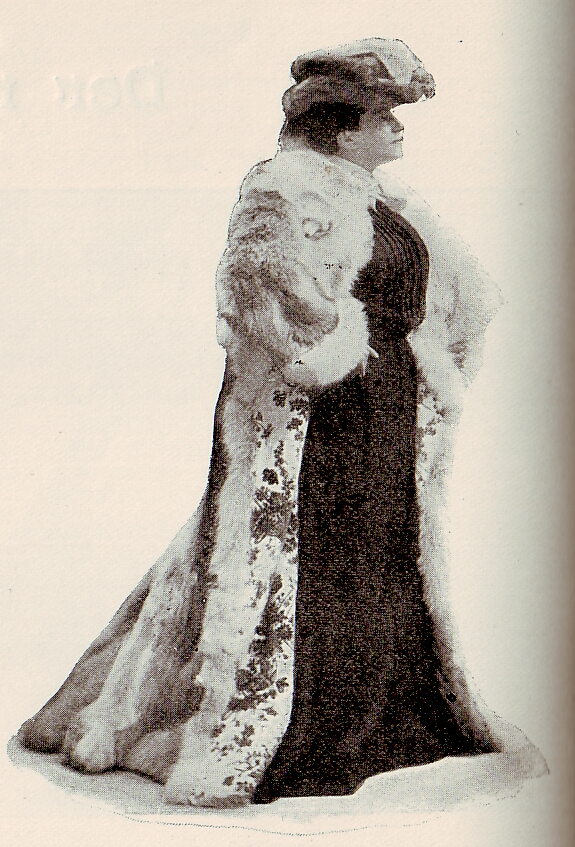
Kitfuchs

Der Autopelz stach in einer Epoche heraus, in der die Damenmode sich in ihrem Umfang bis zur Bleistiftlinie hin reduzierte. Es war zudem die Zeit, in der die Mode des erstmals mit dem Haar nach außen gearbeitete Pelzes einen ungeheuren Aufschwung nahm; und zwar in der Form von vor allem kurzhaarigen Fellen. Es begann Mitte des 19. Jahrhunderts mit einem schwarzen, taillierten Damenjäckchen aus gerupftem Sealfell, gefolgt von ähnlichen Jacken aus schwarzem Persianer und Mänteln aus Nerz. Andere populäre, teils erstmals genutzte kurzhaarige Pelzarten waren Fohlen und diverse geschorene und meist schwarz gefärbte Felle, wie Kanin und Bisam. In diesem Umfeld mussten die oft überweiten Autopelze mit ihren breiten Schultern und üppigen Kutscherkragen besonders bizarr erscheinen.

Automobilpelze des Hoflieferanten Max Erler, Leipzig (nach 1900)
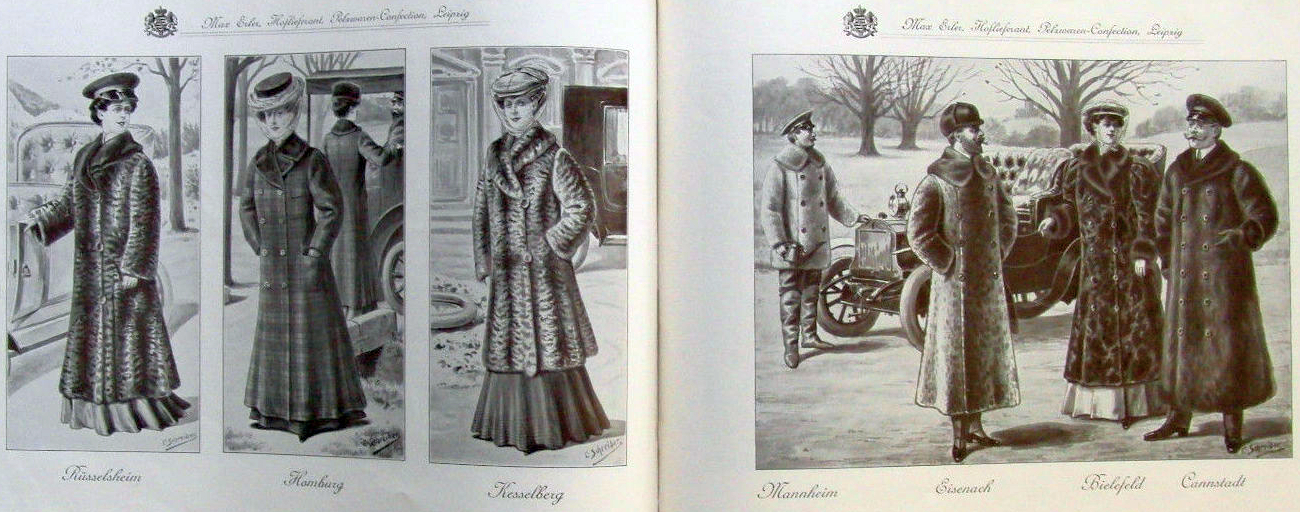

Die Automobilistenpelze waren anfangs bodenlang. Ein großes amerikanisches Pelzkonfektionsunternehmen bot seine Autopelze im Jahr 1908 in einer Länge von 122 bis 127 Zentimeter an, von anderen Firmen gab es daneben die praktischere Paletotlänge. Die Firma Revillon Frères zeigte auf der Weltausstellung Paris 1900 einen Automobilpaletot, für den 48 Waschbärfelle und ein Biberfell für den Kragen verarbeitet wurden. Von der ebenfalls Pariser Firma Sans-Bresson kam ein Automobilpaletot aus Leopardfell mit Waschbärbesatz. Auf dem Automobil war fast alles erlaubt. Im Grunde war der „so ungeschliffen angezogene“ Autofahrer für jede andere Angelegenheit unpassend gekleidet. Der Mode der Zeit entsprechend trugen die Herren Anfang des 20. Jahrhunderts im Freien immer eine Kopfbedeckung, die Autofahrer meist eine sportliche Schirmmütze mit herunterklappbaren Ohrenschützern, eventuell auch als Pelzmütze. Weitere Accessoires waren, neben Riesenbrillen, „Riesenhandschuhe für Gigantenhände“. Im Roman „Der rote Champion“ von Marie Madeleine aus dem Jahr 1906 heißt es: „Sehn Sie meine liebe Frau von Weigand, was nützt Ihnen Ihr hübsches Figürchen, wenn Sie es in einem unförmlichen Automobilpelz verstecken? Was nützt das hübscheste Gesicht von der Welt, wenn eine Riesenbrille die Augen und eine Mütze Haare und Stirn verdeckt?!“ Weniger voluminöse und auch weniger kostspielige Automobilpelze wurden 1910 aus Fohlenfell für 575 Mark und aus Bisamkopfstücken für 590 Mark angeboten. Vor 1912 wurden aus Grönland auf der Auktion in Kopenhagen, zusammen mit Pelzfellen, „versuchsweise Automobilkleider versteigert, die von den kunstfertigen Händen der Eskimofrauen für den europäischen Markt angefertigt“ worden waren.
Neben dem Paletot und dem sportlichen Pelz wurde ein Pelz mit einer zusätzlichen, alltäglichen Nutzung gebraucht. Ein Wende-Kurzmantel von etwa 110 Zentimeter Länge, vorzugsweise aus kurzhaarigem oder geschorenem Fell, erfüllte diesen Zweck. Die Italienerin Anna Municchi schrieb rückblickend:

„Natürlich verdankt der Pelzmantel dem Automobil viel und so haben sie sofort Freundschaft geschloßen: Nicht zufällig haben sich beide als die männlichen Statussymbole schlechthin entpuppt. Aber dem Automobil verdankt man, wenn auch indirekt, eine wirkliche Vergrößerung des Marktes. Der auffällige Pelzmantel hatte einen großen Erfolg, was vermuten läßt, daß ihn nicht nur die Fahrzeugbesitzer erworben haben. In den bestausgestatteten Modehäusern und in den Verkaufskatalogen werden die für das Autozubehör bestimmten Abteilungen immer zahlreicher: Unter gebührenden (und prachtvollen) Ausnahmen werden Stücke zu günstigen Preisen angeboten, die natürlich viel niedriger sind, als die des eleganten massgeschneiderten Paletots.
Und es entzückt sich die Konkurrenz an der Suche nach erschwinglicheren Materialien. […]“

Aus der Mode der langhaarigen Männerpelze entwickelte sich in den 1920/30er Jahren in den USA ein Pelz wohlhabender Collegestudenten, besonders als Waschbär-Kurzmantel (raccoon-coat-collegiate fashion). Der Mantel, in dem die Studenten mit den ersten Automobilen umherfuhren, galt als Statussymbol; „der Riesenmantel aus ‚raccoon‘, der die Botschaft »Angehörigkeit zu einem berühmten College« enthalten hatte, war nun in den allgemeinen Gebrauch getreten, in der ‚strengen Winterversion‘ der sportlichen Oberbekleidung“. Nach ihm endete weitgehend für einige Zeit eine Modeepoche langhaariger Männerpelze überhaupt. Die Bahngesellschaften führten Salonwagen ein, die Autos bekamen ein schützendes Dach, es bestand für das Tragen der extrem warmen Autopelze keine Notwendigkeit mehr. Sie wurden unter anderem durch, teils pelzgefütterte, Ledermäntel und -jacken ersetzt.
Zumindest in der Werbung blieben das Auto und der Pelz weiter verbunden. Pelze wurden bevorzugt vor hochwertigen Kraftfahrzeugen abgelichtet – und teuerste Kraftfahrzeuge zusammen mit teuren Pelzen.

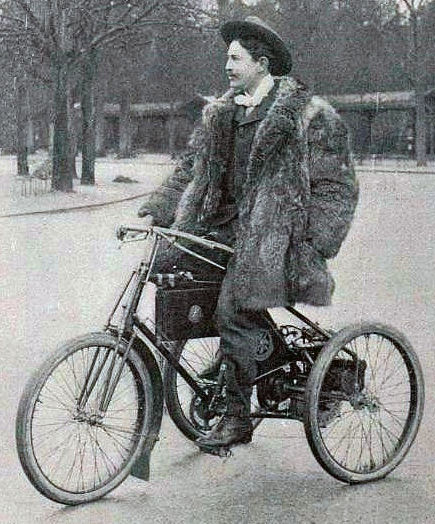
Henri Fournier (Frankreich, 1898)
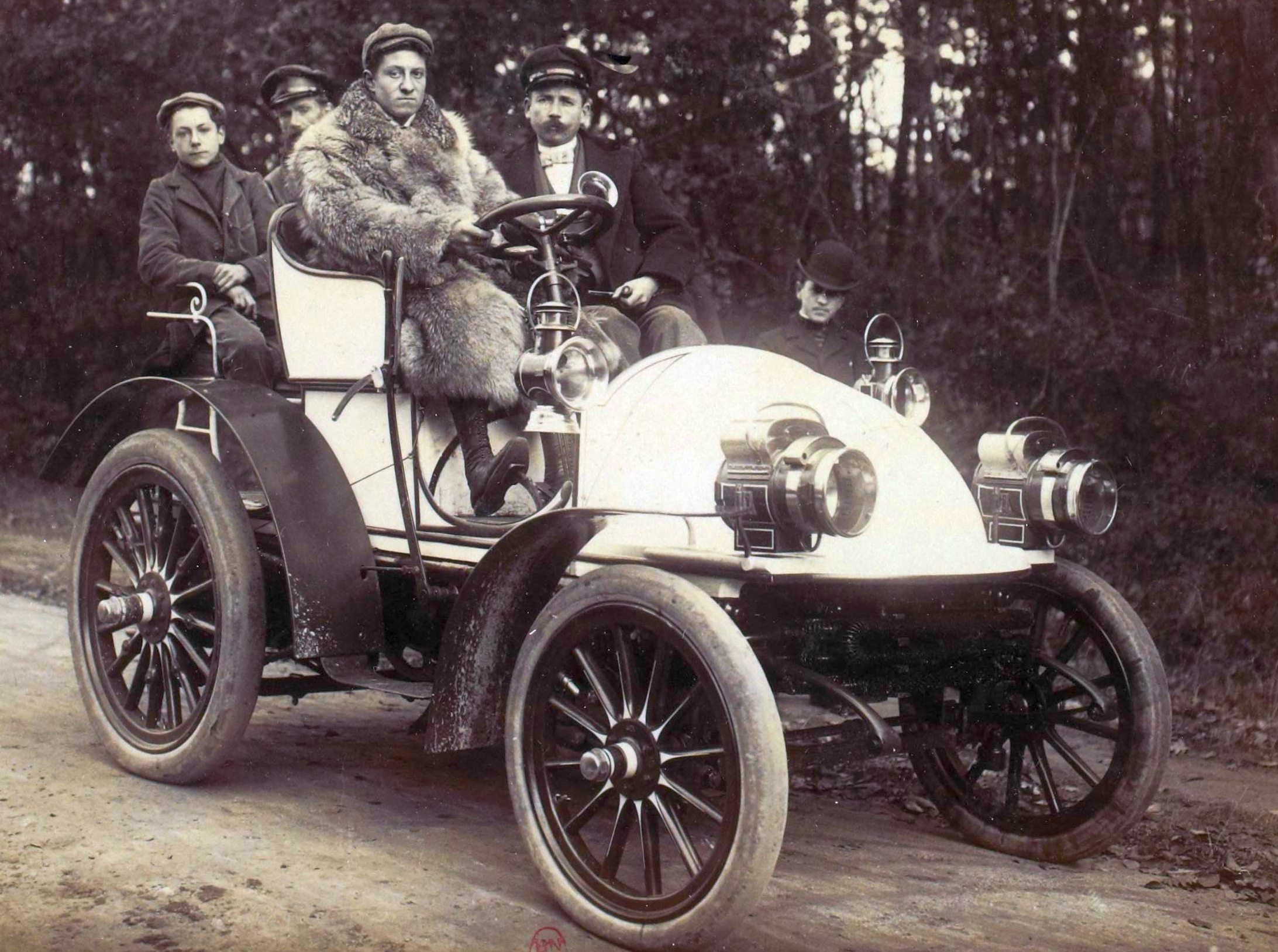
Frankreich (1899)
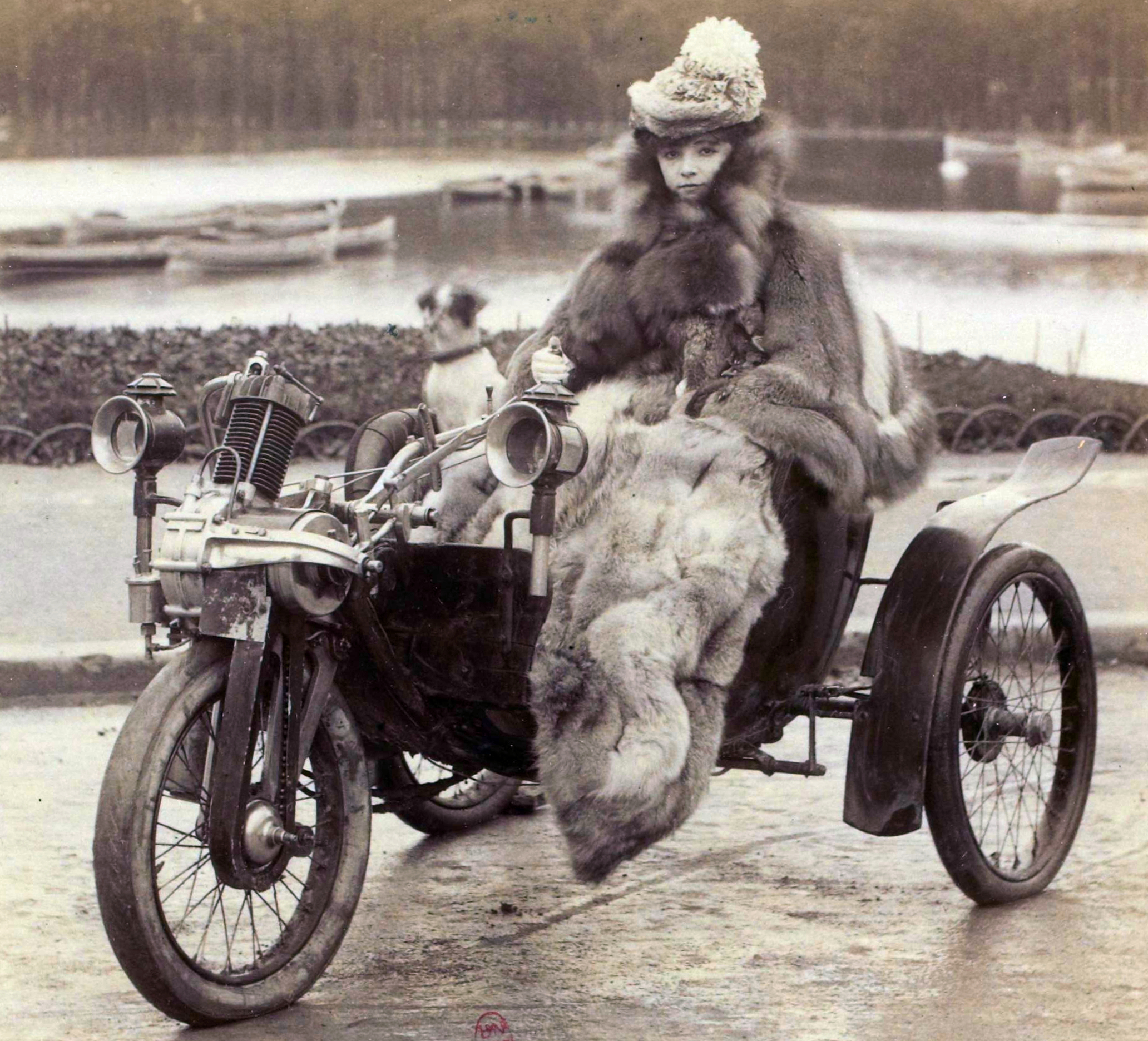
Frankreich (1900)
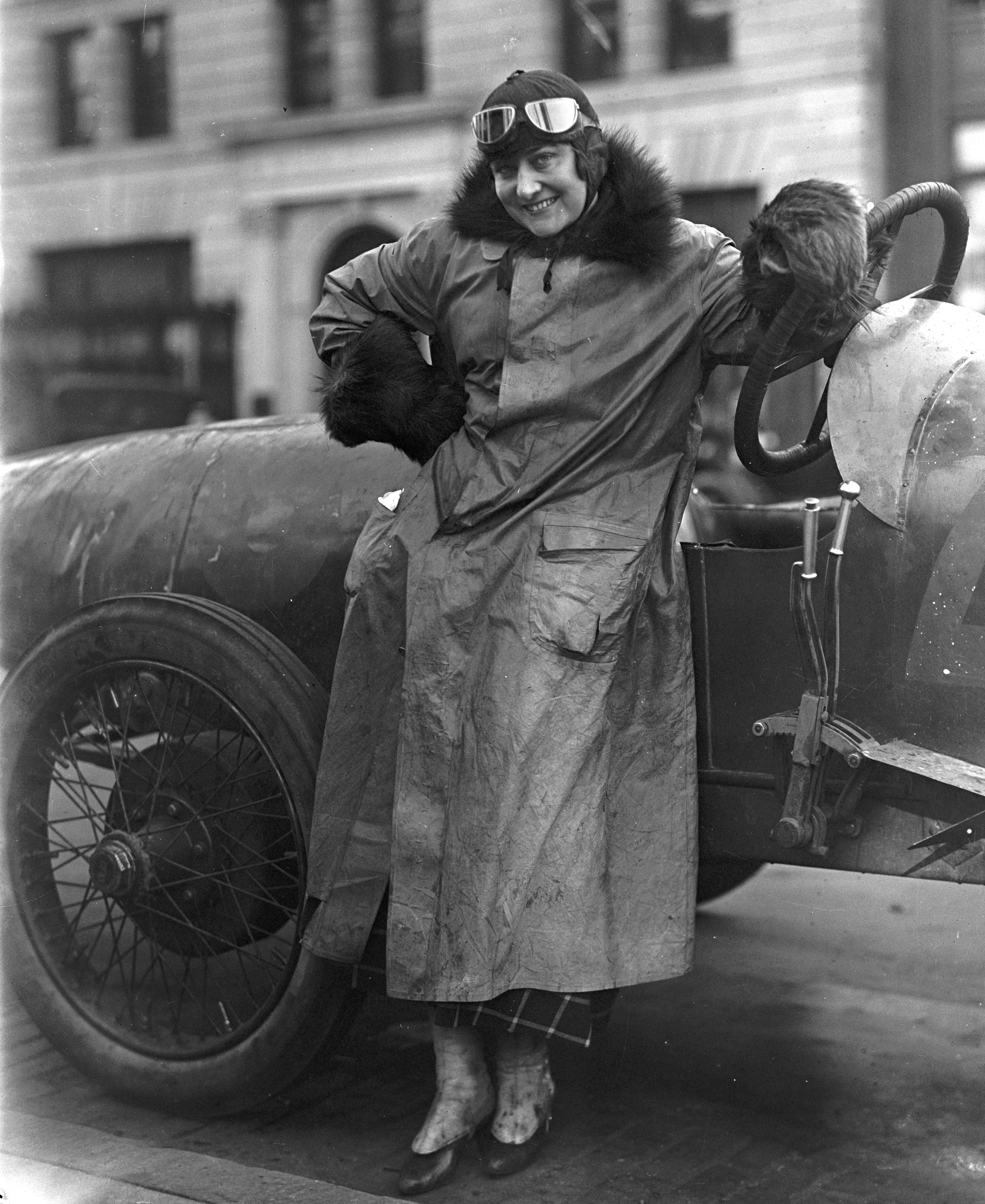
USA (1915)
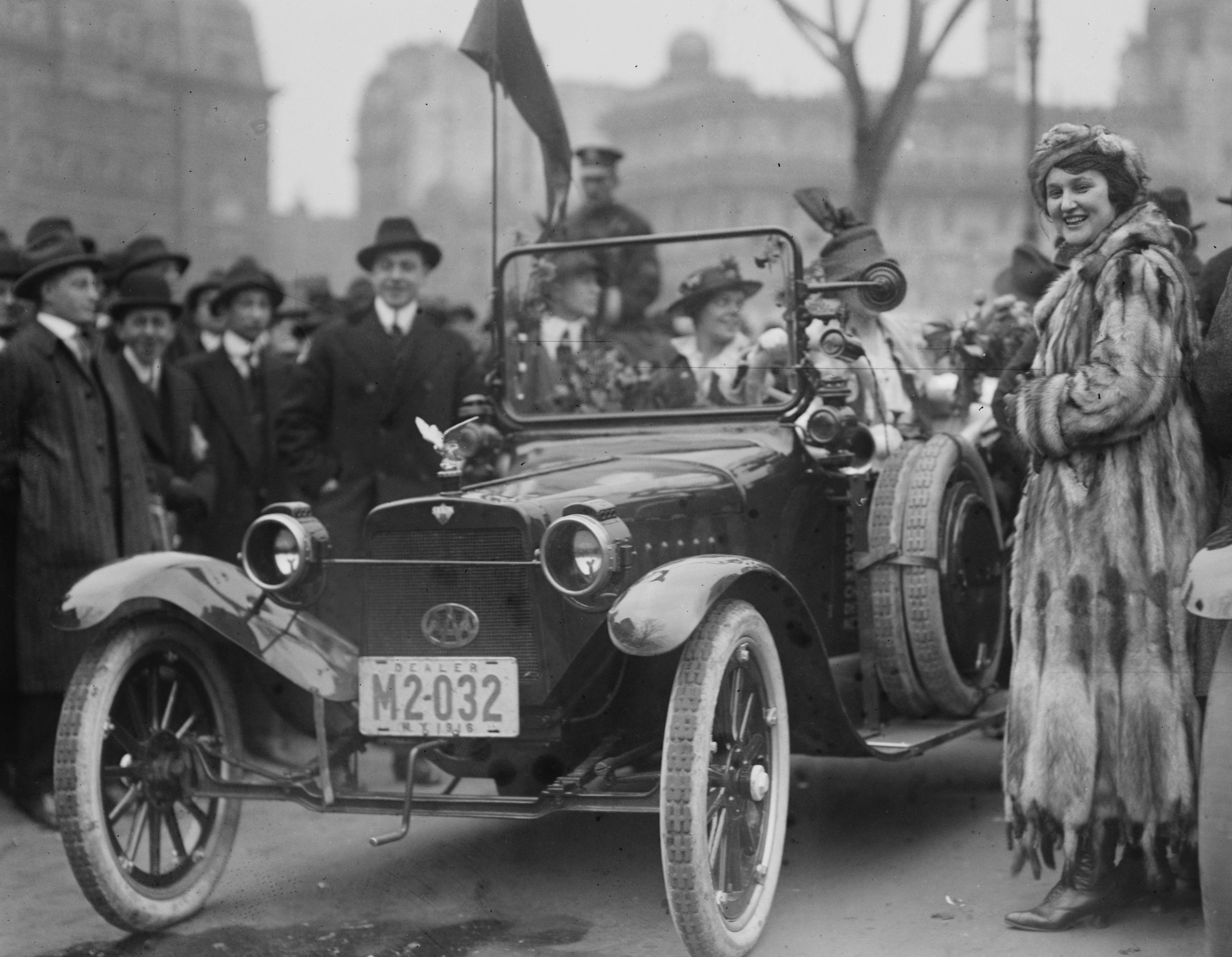
USA (1916)

Autopelze in der Kunst
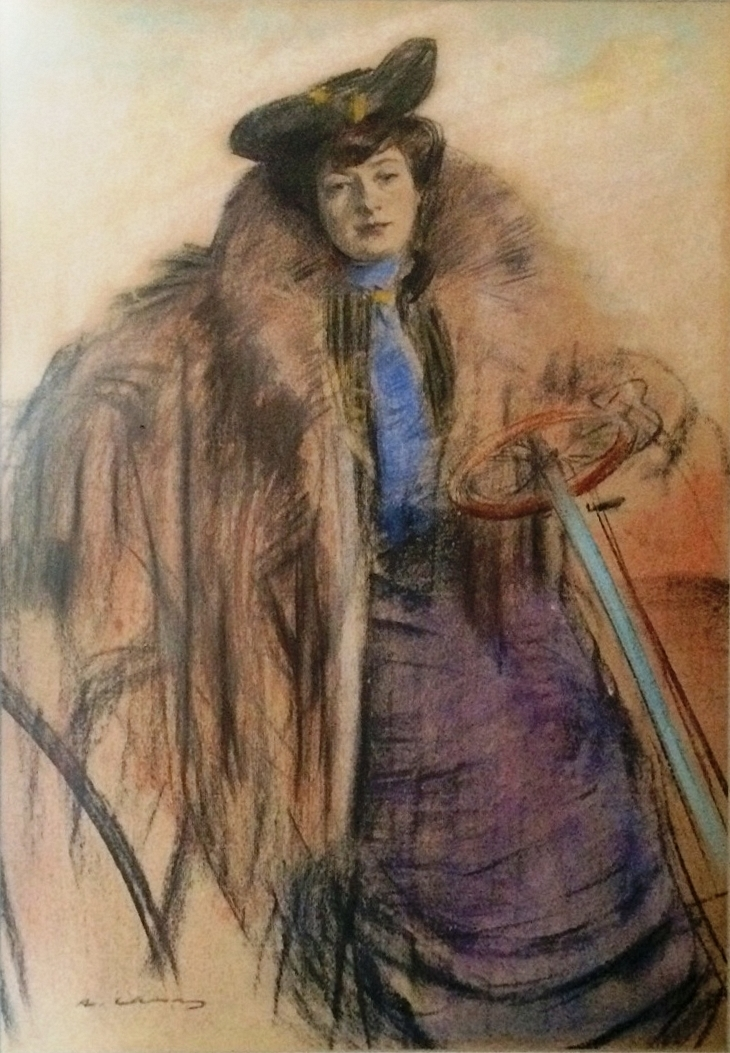
„Dona del Volant“ (Ramon Casas, 1866–1932)
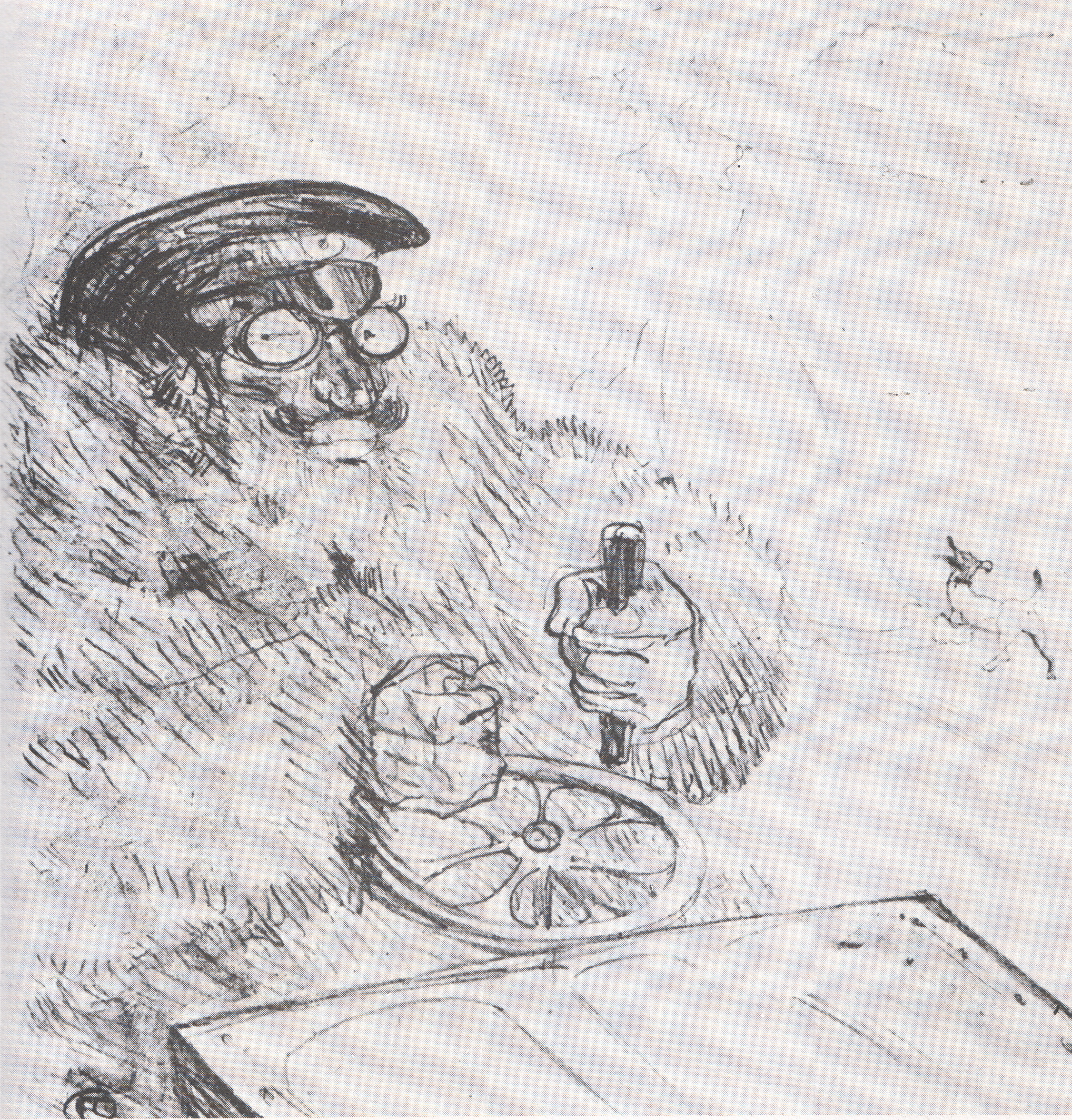
„L’automobiliste“ (Henri Toulouse-Lautrec, 1864–1901)
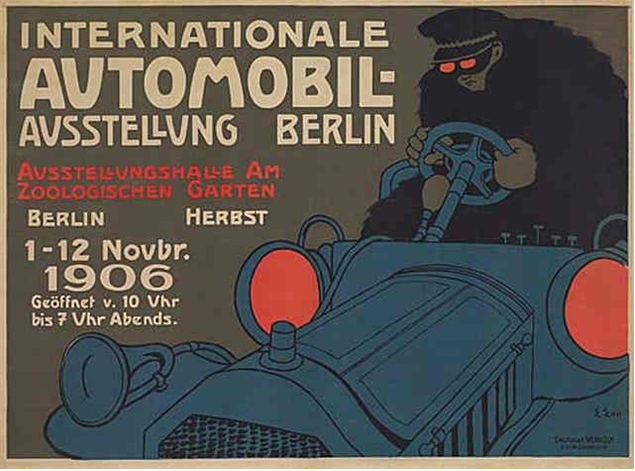
Plakat zur Internationalen Automobil-Ausstellung Berlin 1906 (Edmund Edel)
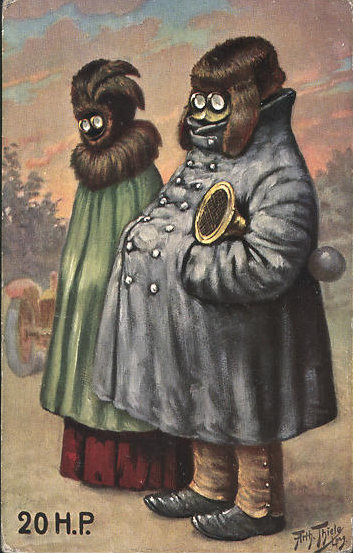
Vor 1910 (Carl Robert Arthur Thiele)